# 하드리아누스 방벽

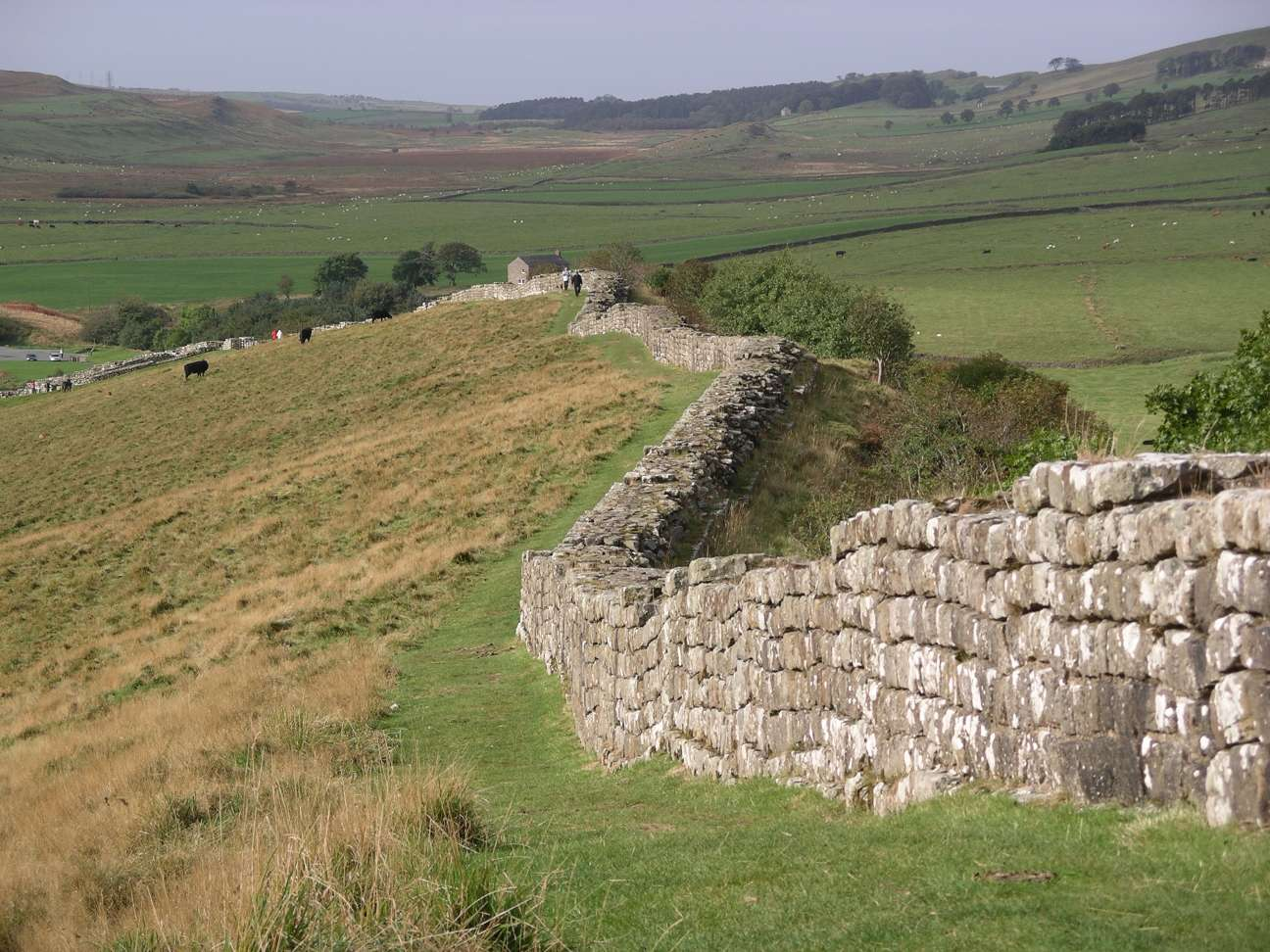
하드리아누스 방벽

지도상의 하드리아누스 방벽

하드리아누스 방벽(영어: Hadrian's Wall, 라틴어: Vallum Aelium)은 로마 브리타니아에 건설된 방어 요새선이다. 서기 122년 하드리아누스 황제 재위기간에 건설이 시작되었다. 북해 근처인 타인강 기슭에서 아일랜드해의 솔웨이 내포까지 뻗어있으며, 로마 제국의 최북단 국경이었고, 이 국경 바로 위로는 픽트족을 포함한 북방 브리튼인들이 살던 땅들이었다. 1987년 유네스코 세계유산으로 지정되었다.

## 군사적 쓰임새
벽은 군인들에게 지역 주민들의 움직임을 안전하게 관찰할 수 있는 높은 플랫폼을 제공했다 여겨진다. 초기에 방벽이 건설된 뒤, 독일에 쳐진 벽보다 더 견고하게 보강 공사가 이루어진 걸 미뤄 봐, 주민들의 분노의 강도를 미뤄 짐작할 수가 있다.

## 같이 보기
- 스코틀랜드의 역사